# Nero (Band)
Nero sind ein britisches Dubstep-/Drum-and-Bass-Trio aus London.

## Biografie
Anfangs bestand die Band aus nur zwei Musikern, 2008 kam die Sängerin Alana Watson hinzu.
Ihren ersten Erfolg hatten die beiden Produzenten Daniel Stephens und Joseph Ray 2008 mit dem Dubstep-Hit This Way und mit einem Remix von Blinded by the Lights von The Streets, der zu einem Radio- und Clubhit wurde. Danach folgten weitere Remixe für bekannte Künstler wie La Roux, Deadmau5, Daft Punk und Beyoncé.
Ab 2005 produzierten und veröffentlichten sie auch eigene Songs. Für Act Like You Know wurden sie 2010 mit zwei Beatport Awards in der Kategorie Dubstep ausgezeichnet. Im selben Jahr gingen sie zum Label MTA von Chase & Status und erregten mit ihrer ersten Veröffentlichung Innocence weiteres Aufsehen. Ende 2010 gehörten sie zu den Nominierten für die BBC-Umfrage Sound of 2011, was ihnen weitere Popularität verschaffte. Daraufhin stieg ihre zweite Single Me and You Anfang 2011 auf Platz 15 der offiziellen UK-Charts ein.
Für die Neuauflage des Computerspiels Syndicate, produzierte das Trio ebenfalls einen Remix, der Song war unter anderem im Coop Trailer sowie im fertigen Spiel zu hören.

## Diskografie
Alben
- Welcome Reality (2011)
- Between II Worlds (2015)
- Into the Unknown (2024)

Singles
- Ragga Puffin (2005)
- Act Like You Know (2009)
- Innocence (2010)
- I Can’t Stop (2010)
- Me and You (2011)
- Guilt (2011)
- Promises (2011)
- Crush on You (2011)
- Reaching Out (2011)
- Must Be the Feeling (2012)
- Won’t You (Be There) (2012)
- Satisfy (2014)
- Two Minds (2015)

## Auszeichnungen für Musikverkäufe
| Goldene Schallplatte - Australien - 2012: für das Album Welcome Reality - Neuseeland - 2020: für das Album Welcome Reality | Platin-Schallplatte - Australien - 2012: für die Single Promises - Neuseeland - 2013: für die Single Promises |

Anmerkung: Auszeichnungen in Ländern aus den Charttabellen bzw. Chartboxen sind in ebendiesen zu finden.
| Land/RegionAuszeichnungen für Musikverkäufe (Land/Region, Auszeichnungen, Verkäufe, Quellen) | Silber     | Gold     | Platin     | Verkäufe | Quellen             |
| -------------------------------------------------------------------------------------------- | ---------- | -------- | ---------- | -------- | ------------------- |
| Australien (ARIA)                                                                            | —          | Gold1    | Platin1    | 105.000  | aria.com.au         |
| Neuseeland (RMNZ)                                                                            | —          | Gold1    | Platin1    | 22.500   | radioscope.co.nzNZ2 |
| Vereinigte Staaten (RIAA)                                                                    | —          | Gold1    | —          | 500.000  | riaa.com            |
| Vereinigtes Königreich (BPI)                                                                 | 2× Silber2 | 2× Gold2 | —          | 900.000  | bpi.co.uk           |
| Insgesamt                                                                                    | 2× Silber2 | 5× Gold5 | 2× Platin2 |          |                     |